# 러시아 여자 축구 국가대표팀
러시아 여자 축구 국가대표팀은 러시아를 대표하는 여자 축구 대표팀으로 결성은 소련 시기에 이루어졌으며 1990년 4월 26일 불가리아와의 친선 경기에서 국제 A매치 첫 경기를 치렀고 이 경기에서 4-1로 승리했다.

## 국제 대회 경력

### FIFA 여자 월드컵
여자 월드컵 본선에는 2번 출전하여 2번의 대회(1999년, 2003년)에서 모두 8강에 이름을 올리며 러시아 여자 축구 역사상 여자 월드컵 최고 성적을 거두었지만 이후에는 본선에 출전한 기록이 없다.

### UEFA 유럽 여자 축구 선수권 대회
여자 유로 대회 5번의 본선에서 모두 조별리그 탈락의 고배를 마셨으나 그나마 2017년 대회에서 이탈리아를 2-1로 꺾고 1997년 대회 첫 출전 이후 20년만에 드디어 여자 유로 대회 첫 승을 신고했고 UEFA 여자 유로 2022 예선에서는 A조 2위로 플레이오프에 올라 플레이오프에서 포르투갈을 꺾고 2회 연속 여자 유로 대회 본선에 오른 듯 했으나 우크라이나 침공의 여파로 UEFA와 FIFA로부터 모든 국제 대회 출전 금지라는 중징계를 받으면서 포르투갈이 대신 본선에 출전했다.

## 기타 국제 대회 경력
알베나컵 16번의 대회 중 5번의 대회에서 3번의 우승과 2번의 준우승을 차지했고 알가르브컵에는 5번 출전하여 1996년 대회에서 5위에 이름을 올렸다.

## 성적

### FIFA 여자 월드컵
- 1991년 - 불참
- 1995년 - 진출 실패
- 1999년 - 8강
- 2003년 - 8강
- 2007년 ~ 2019년 - 진출 실패
- 2023년 - 참가 금지 (우크라이나 침공의 여파에 따른 국제 축구 연맹(FIFA)과 유럽 축구 연맹(UEFA)의 결정에 따라 예선 도중에 실격 처리됨)

### UEFA 유럽 여자 축구 선수권 대회
- 1984년 ~ 1991년 - 불참
- 1993년 - 진출 실패
- 1995년 - 진출 실패
- 1997년 - 조별 리그
- 2001년 - 조별 리그
- 2005년 - 진출 실패
- 2009년 - 조별 리그
- 2013년 - 조별 리그
- 2017년 - 조별 리그
- 2022년 - 참가 금지 (원래 예선 플레이오프에서 포르투갈을 꺾고 본선 진출 자격을 획득했으나 우크라이나 침공의 여파로 인하여 유럽 축구 연맹(UEFA)으로부터 참가 자격을 박탈당함)

### 올림픽
- 1996년 ~ 2020년 - 진출 실패
- 2024년 - 참가 금지

## 같이 보기
- 러시아 축구 국가대표팀